# Барон Харингтон
Барон Харингтон (англ. Baron Harington) — английский аристократический титул, существовавший в 1324—1554 годах.

## История титула
Титул барона Харингтона был создан королём Англии Эдуардом II для Джона Харингтона 30 декабря 1324 года. Праправнук Джона Уильям (умер в 1458) оставил только одну дочь, так что баронский титул перешёл к его внуку Уильяму Бонвиллу, 6-му барону Харингтону, а через дочь Уильяма Сесилию — к роду Греев. После казни в 1554 году внука Сесилии, Генри Грея, 1-го герцога Саффолка, 4-го барона Бонвилла и 9-го барона Харингтона, все его титулы были конфискованы.
Носители титула
- Джон Харингтон (умер в 1347)[3];
- Джон Харингтон (1328—1363)[4];
- Роберт Харингтон (1356—1406)[5];
- Джон Харингтон (1384—1418)[6];
- Уильям Харингтон (приблизительно 1394—1458)[7];
- Уильям Бонвилл (1442—1460)[8];
- Сесилия Бонвилл (1460—1529);
- Томас Грей (1451—1501), барон Харингтон jure uxoris[9];
- Томас Грей (1477—1530)[10];
- Генри Грей (1517—1554)[11].